# Regimento chinês do Exército Vermelho
Há algumas informações sobre a existência de destacamentos chineses na revolução russa de 1917 e na guerra civil. Os chineses serviam como guarda-costas dos funcionários bolcheviques, como também na Tcheka e formaram regimentos completos no Exército Vermelho. Apesar de serem estimados dezenas de milhares de chineses no Exército Vermelho, eles não formavam uma porcentagem significativa do contingente. No verão de 1919, o Exército Vermelho tinha mais de 1 milhão de homens, e em novembro de 1920 era composto por mais de 1,8 milhões de homens.
Outros exemplos notáveis de estrangeiros servindo o Exército Vermelho inclui coreanos no extremo oriente russo, os prisioneiros de guerra húngaros da Primeira Guerra Mundial sob o comando de Béla Kun, além de outros destacamentos nacionais.

## Antecedentes: imigrantes chineses na Rússia
Uma grande quantidade de chineses viviam e trabalhavam na Sibéria e em outras regiões do Império russo. Muitos desses trabalhadores imigrantes foram transferidos para a parte europeia da Rússia e nos Urais durante a Primeiro Guerra Mundial, devido a escassez de trabalhadores. Por exemplo, em 1916 havia cerca de 2000 trabalhadores chineses em Novgorod. Em 1916-1917 aproximadamente 3000 funcionários chineses foram contratados nas construções das fortificações russas ao redor do golfo da Finlândia. Uma parte significativa deles eram ladrões convictos (Honghuzi, “Barbas vermelhas”, transliterado em russo como “Junjuzi”,  хунхузы) transferidos dos campos de trabalho (Katorga) em Harbin e em outras regiões do extremo oriente do Império russo. Depois da revolução russa, alguns deles permaneceram na Finlândia e se tornaram mercenários na Guerra Civil Finlandesa em ambos os lados. A maioria dos chineses eram apolíticos e somente se tornaram soldados para ter um meio de sobrevivência em um país estrangeiro.

## Destacamentos chineses a serviço do estado soviético

### Os chineses no exército russo
Os chineses no Exército Vermelho foram recrutados entre os trabalhadores das fábricas que haviam sido atraídos para a Rússia antes da guerra e que conviviam com o proletariado urbano. Unidades chinesas separadas lutaram com os bolcheviques na Ucrânia, Transcaucásia e Sibéria. Uma estimativa sugere que havia dezenas de milhares de tropas chinesas no Exército Vermelho. Entretanto, Brian Murphy sustenta que o número de chineses não constituíam uma fração significativa do Exército Vermelho.
As unidades chinesas se viram envolvidas em todas as frentes da guerra civil russa. Alguns deles simpatizavam sinceramente com os bolcheviques, que os tratavam como “irmãos proletários”. Outros simplesmente se uniam ao Exército Vermelho como um meio de sobrevivência, e existia mais um grupo que lutava para conseguir voltar a China. Alguns foram recrutados para o Exército Branco. 

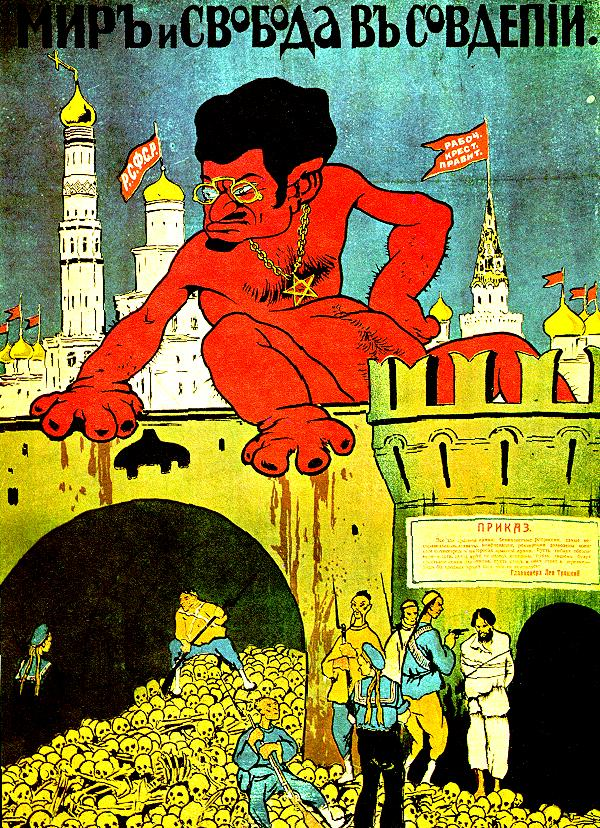
Pôster de propaganda do Exército Branco de 1919. Os chineses são representados em vestes azuis e douradas, executando prisioneiros e pilhando ossos

Os chineses eram um dos vários contingentes estrangeiros mencionados na historiografia soviética como “destacamentos internacionais” (отряды интернационалистов). As tropas chinesas internacionalistas usavam o mesmo uniforme que o Exército Vermelho.
Os bolcheviques encontraram um valor especial no uso das tropas chinesas porque eram considerados valentes e eficientes. Além disso, eram quase incapazes de entender russo, o que os isolava de influências externas.
O uso de tropas chinesas por parte dos bolcheviques era comentado tanto pelo lado dos russos brancos como por aqueles não russos que observavam a guerra civil russa.
Na realidade, os bolcheviques foram ridicularizados pela confiança dos mercenários chineses e letões. A propaganda anti-bolchevique sugere que os bolcheviques não tinham o apoio da população russa, e por isso tiveram que recorrer a mercenários estrangeiros para cometer atrocidades contra a população russa.

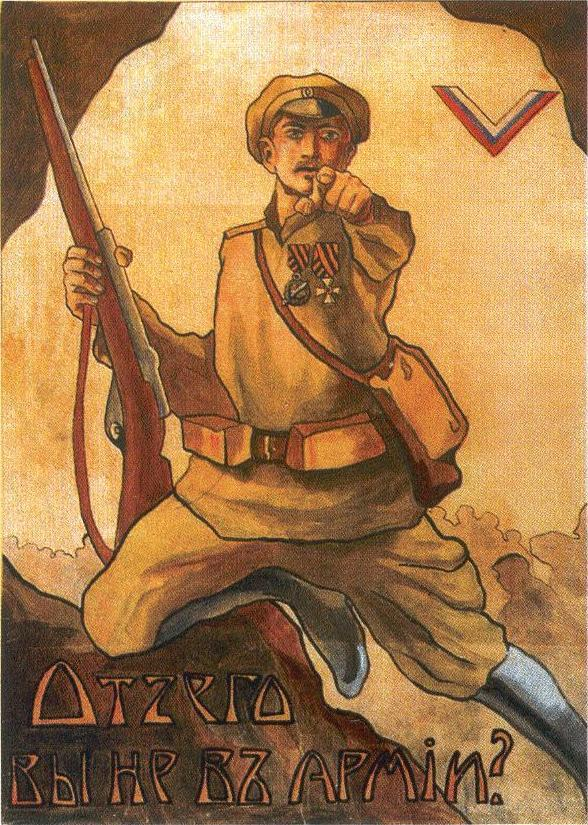
Pôster propagandístico do Exército Branco de Denikin.

Em 1918, Dmitri Gavronski, um membro da Assembleia Constituinte Russa, afirmava que os bolcheviques apoiavam seu poder em forças estrangeiras. Afirmou que “em Moscou, tinham 16.000 homens bem armados, alguns destacamentos de guardas vermelhos finlandeses e um batalhão de tropas chinesas. Gavronski acrescenta que “os últimos eram sempre usados para as execuções”.
Em seu livro “Entre vermelhos e brancos”, Leon Trótski faz sarcásticas referências contra as acusações que os soviéticos mantiveram Petrogrado e Moscou “com a ajuda de regimentos letões, chineses, alemães e bashkires.
O comandante do Exército Vermelho Iona Yakir liderou um destacamento chinês protegendo Lenin e Trótski. Posteriormente liderou um regimento constituído por trabalhadores chineses na batalha que o Exército Vermelho derrotou (temporariamente) as tropas romenas em fevereiro de 1918 durante a ocupação das tropas romenas na Bessarábia.  

### Chineses na Tcheka e nas unidades militares de proteção
Por sua extraordinária devoção a revolução, alguns voluntários chineses tiveram permissão de se incorporarem na Tcheka e vários outros destacamentos militares de proteção. Em 1919, havia cerca de 500 chineses na Tcheka. A Tcheka os utilizava para realizar prisões e execuções de indivíduos anti-soviéticos.